# أجلونيما فليبينية
أجلونيما فليبينية (الاسم العلمي: Aglaonema philippinense) هي نوع من النباتات يتبع جنس الأجلونيما من الفصيلة اللوفية.